# Терри, Джон
Джон Джордж Те́рри (англ. John George Terry; родился 7 декабря 1980, Лондон, Англия) — английский футболист и тренер. Бывший капитан сборной Англии, а также клубов «Челси» и «Астон Вилла».
Воспитанник «Вест Хэма», в 15 лет присоединился к академии «Челси». С 1998 года выступал за резервную команду этого клуба, в 2000 году отправился в аренду в «Ноттингем Форест». С 2001 года являлся основным игроком «Челси». В его составе выиграл пять титулов Премьер-лиги и столько же Кубков Англии, три Кубка лиги, а также одну Лигу Европы и Лигу чемпионов. Сыграл более 700 матчей за «Челси», став самым результативным защитником клуба за всё время. Трижды был признан лучшим защитником года по версии УЕФА, а также лучшим игроком 2005 года по версии футболистов Профессиональной футбольной ассоциации. Был включён в сборную мира по версии ФИФА четыре раза: в 2005, 2007, 2008 и 2009 году, в сборную мира по версии ФИФПРО — пять раз. В 2017 году перешёл в «Астон Виллу», провёл в этом клубе один сезон и завершил карьеру. Несколько месяцев спустя вернулся в этот клуб в качестве ассистента главного тренера.
На протяжении 10 лет являлся основным игроком сборной Англии, из которой ушёл в 2012 году из-за обвинений в расизме. В её составе принял участие в двух чемпионатах Европы (2004 и 2012) и чемпионатах мира (2006 и 2010). В 2006 году стал единственным английским игроком, включённым в состав символической сборной чемпионата мира. В 2007 году стал первым игроком, забившим мяч за сборную на новом стадионе «Уэмбли».

## Ранние годы
Джон Терри родился в Баркинге, восточном районе Лондона, учился в общеобразовательной школе в Истбари. Футбольную карьеру Терри начал в «Сенрабе», любительском клубе, участвовавшем в так называемой Воскресной футбольной лиге. В детстве Джон выступал на позиции полузащитника, впоследствии переквалифицировавшись в защитника.

## Клубная карьера

### «Челси»
Терри дебютировал в основном составе «Челси» 28 октября 1998 года в матче Кубка Футбольной лиги с «Астон Виллой» Джон вышел на замену в концовке матча. Впервые в стартовом составе он вышел в том же сезоне, это произошло в матче третьего раунда Кубка Англии, когда «Челси» победил «Олдем Атлетик» со счётом 2:0. Впоследствии он был отдан в аренду клубу «Ноттингем Форест», где получил опыт игры в основном составе.
Регулярно выступать в стартовом составе «синих» Терри начал в сезоне 2000/01. Он появился на поле в 26 матчах во всех турнирах и был выбран «игроком года» по результатам голосования игроков «Челси». Джон продолжил прогрессировать и в следующем сезоне, став основным защитником клуба. Его партнёром по центру обороны был капитан клуба и сборной Франции Марсель Десайи. 5 декабря 2001 года в матче чемпионата против клуба «Чарльтон Атлетик» Джон впервые вышел на поле с капитанской повязкой. «Челси» добрался до финала Кубка Англии, выиграв у «Вест Хэма» и «Тоттенхэм Хотспур», своих соперников по лондонским дерби в четвёртом и шестом раунде его розыгрыша соответственно, а также обыграв в полуфинале «Фулхэм». Единственный гол в том матче был на счету Джона Терри. Из-за проблем со здоровьем он не смог выйти в стартовом составе в финальном матче, однако появился на поле во втором тайме. «Челси», впрочем, это не помогло — они проиграли «Арсеналу» 2:0. В сезоне 2003/04 главный тренер команды Клаудио Раньери назначил Терри вице-капитаном команды из-за частого отсутствия Десайи. Джон выступал в центре обороны в паре с Вильямом Галласом.

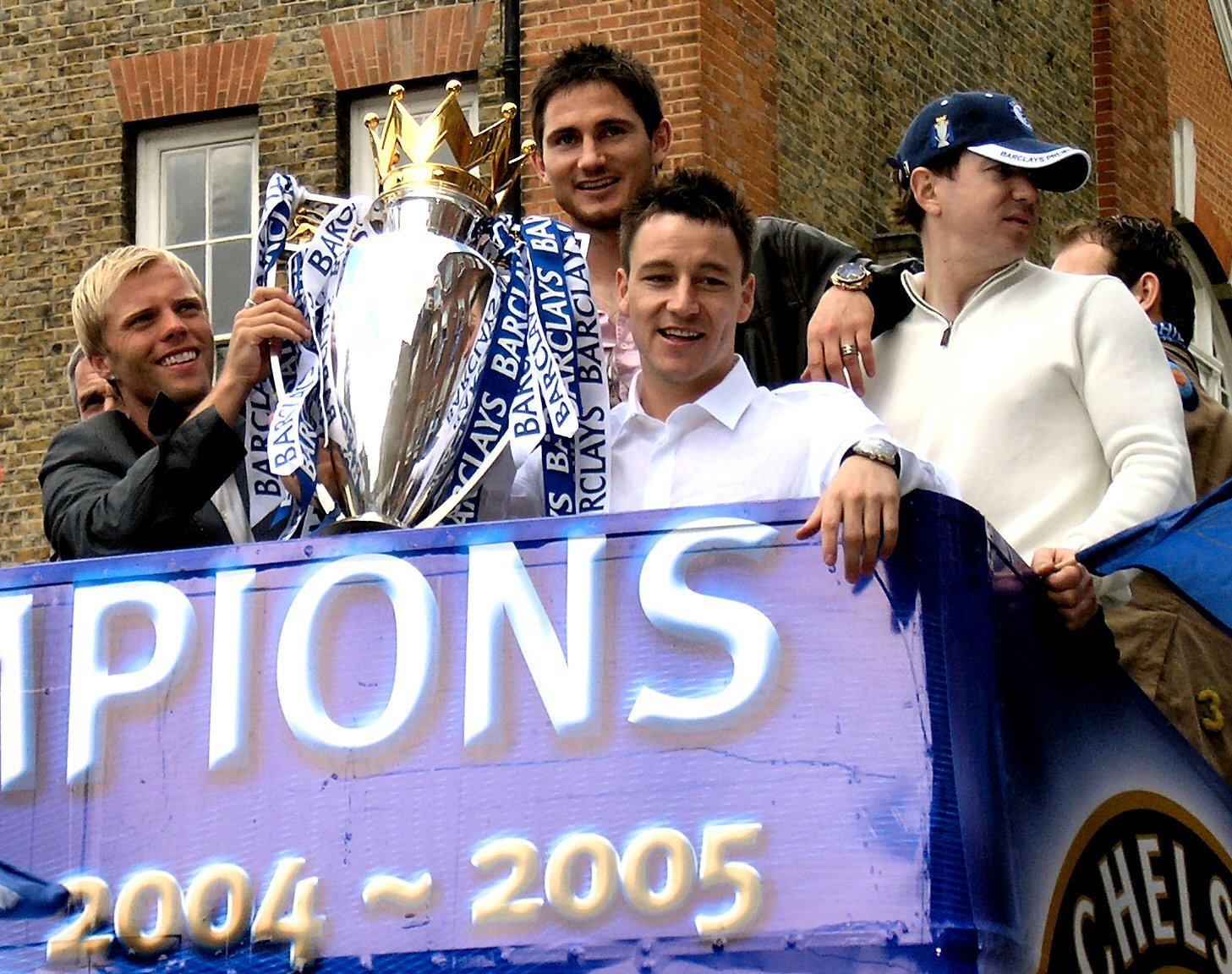
Терри (справа от кубка) празднует победу в Премьер-лиге, 2005 год

После ухода из команды Марселя Десайи новый тренер «Челси» Жозе Моуринью назначил Терри капитаном команды. В сезоне 2004/05 «Челси» пропустил наименьшее количество голов за всю историю Премьер-лиги на тот момент и выиграл чемпионский титул. Терри в этом сезоне удостоился награды «Игрок года по версии футболистов ПФА» и забил восемь голов во всех турнирах, включая победный гол в 1/8 финала Лиги чемпионов против «Барселоны». Также он был признан лучшим защитником Лиги чемпионов. В сентябре Терри вошёл в символическую сборную мира по версии ФИФПРО. В следующем сезоне «Челси» защитил свой чемпионский титул.
В игре с «Редингом» 14 октября 2006 года Терри пришлось встать в ворота на последние минуты матча, когда оба вратаря «Челси» Петр Чех и Карло Кудичини получили травмы во время матча и у лондонской команды не осталось замен. «Челси» сохранил преимущество в один мяч и выиграл матч. В матче с «Тоттенхэм Хотспур» 5 ноября Терри был впервые в карьере в «Челси» удалён с поля. После матча Терри позволил себе ряд критических высказываний в адрес арбитра матча Грэма Полла, за что был оштрафован Футбольной ассоциацией на 10 тысяч фунтов. В сезоне 2006/07 Терри пропустил несколько матчей из-за болей в спине. В них «Челси» пропустил шесть мячей. 28 декабря в официальном пресс-релизе, выпущенном «Челси», говорилось, что операция по удалению поясничного межпозвоночного диска прошла успешно. Первый выход на поле после травмы состоялся 3 февраля 2007 года в матче с «Чарльтон Атлетик», Терри вышел на замену ближе к концовке игры. В следующем матче против «Мидлсбро» Терри впервые за несколько месяцев вышел на поле в стартовом составе. В гостевом матче 1/8 Лиги чемпионов УЕФА с «Порту» он получил ещё одну травму, на этот раз лодыжки, и по прогнозам врачей должен был пропустить финальный матч Кубка лиги, однако сумел восстановиться и выйти на поле в этом матче. Во втором тайме, при подаче углового, он, пытаясь сыграть головой в падении, получил удар от защитника «Арсенала» Абу Диаби, который при попытке вынести мяч ногой случайно попал Джону в лицо. Его унесли с поля на носилках, однако от полученной травмы защитник оправился в тот же день, присоединившись к празднованию своей команды по поводу выигранного трофея (результат матча 2:1). В мае 2007 года Терри вышел в составе в финальном матче Кубка Англии с «Манчестер Юнайтед», который «синие» выиграли со счётом 1:0.

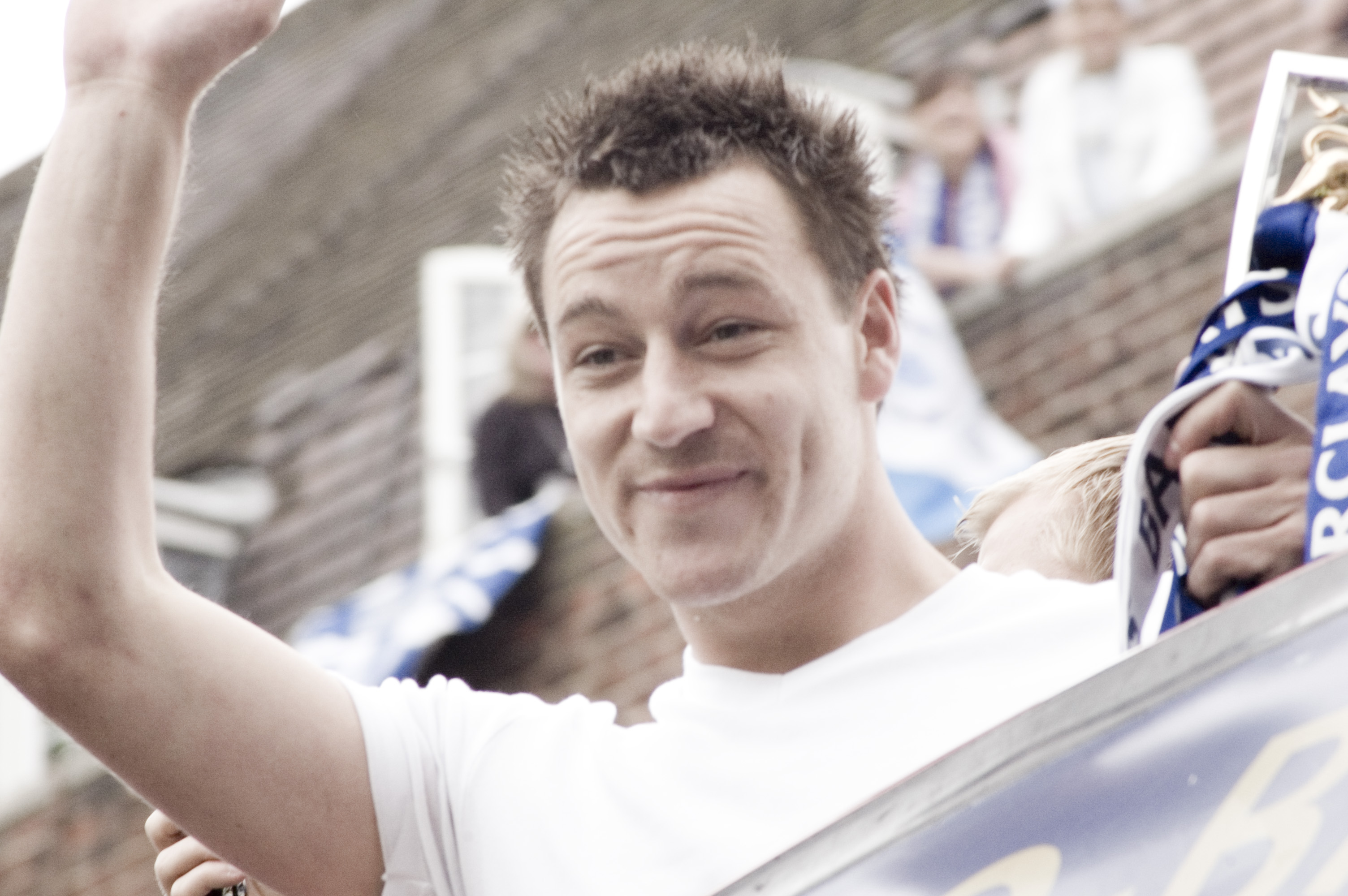
Джон Терри после очередной победы в Премьер-лиге, 2006 год

Перед началом сезона 2006/07 Терри подписал новый пятилетний контракт с клубом. Зарплата по данному контракту составляла почти 135 тысяч фунтов в неделю, таким образом, Терри стал самым высокооплачиваемым игроком в Премьер-лиге на тот момент. 16 декабря 2007 года во время игры с «Арсеналом» на ногу Терри, пытавшегося вынести мяч, наступил игрок «Арсенала» Эммануэль Эбуэ, сломав Джону плюсневую кость. Предполагалось, что Джон пропустит около трёх месяцев, однако он сумел восстановиться к февралю и выйти на поле в финальном матче Кубка Футбольной лиги, который «Челси» проиграл 1:2. 11 мая, во время последнего матча чемпионата Англии с «Болтон Уондерерс», Терри столкнулся со вратарём своей команды Петром Чехом и вывихнул локоть. Это повреждение не помешало ему сыграть в финале Лиги чемпионов УЕФА против «Манчестер Юнайтед», несмотря на первоначальные опасения. Судьба матча решалась в серии пенальти, и Терри не реализовал последний, решающий удар. При ударе его опорная нога «поехала» на мокром газоне. «Челси» проиграл матч в серии пенальти 6:5, и Терри после матча не смог сдержать слёз. В августе 2008 года Терри был признан лучшим защитником данного розыгрыша Лиги чемпионов УЕФА. В сентябре 2008 года Терри впервые был удалён с поля прямой красной карточкой за фол на нападающем «Манчестер Сити» Жо. Однако клуб подал апелляцию на это решение арбитра, и карточка была аннулирована.

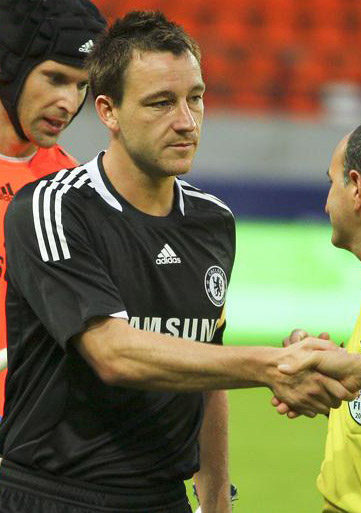
Джон Терри в игре за «Челси» в 2008 году

Летом 2009 года появилась информация о том, что «Манчестер Сити» проявляет интерес к Терри, однако тренер «Челси» Карло Анчелотти заверил, что английский защитник останется в команде. В конце августа Терри продлил контракт с «Челси» до 2014 года. Сезон 2009/10 начался для Терри с матча чемпионата против «Халл Сити», в котором «синие» одержали победу со счётом 2:1. 8 ноября 2009 года Терри забил гол в матче против «Манчестер Юнайтед» на «Стэмфорд Бридж», благодаря которому лондонская команда одержала победу. 9 мая 2010 года в составе «Челси» выиграл очередной титул Премьер-лиги, одержав победу над «Уиган Атлетик» со счётом 8:0. Неделю спустя Терри выиграл четвёртую медаль Кубка Англии, тем самым в составе «Челси» оформив «золотой дубль».
31 декабря 2011 года в матче против «Астон Виллы» Терри в 400-й раз вышел на поле в составе «Челси» с капитанской повязкой. Также в этом сезоне Терри стал одним из трёх лучших игроков мира по точности передач среди тех, кто сделал более тысячи пасов. Его точность составила 91,6 %, только Хави (93,0 %) и Леон Бриттон (93,3 %) обошли английского защитника по данному показателю. 24 апреля 2012 года Терри был удалён за толчок игрока «Барселоны» Алексиса Санчеса в полуфинале Лиги чемпионов. Из-за этого защитник не смог принять участия в финале турнира против «Баварии». Впоследствии Терри извинился за то, что подвёл партнёров по команде и болельщиков. В финальном матче сезона против «Блэкберн Роверс» Джон забил свой шестой гол в чемпионате Англии, благодаря чему сезон 2011/12 стал самым результативным в карьере защитника в рамках данного турнира. Несмотря на то, что Терри был отстранён от участия в финале Лиги чемпионов, он принял участие в праздновании завоевания данного трофея, после того как нападающий Дидье Дрогба реализовал решающий удар в серии пенальти.

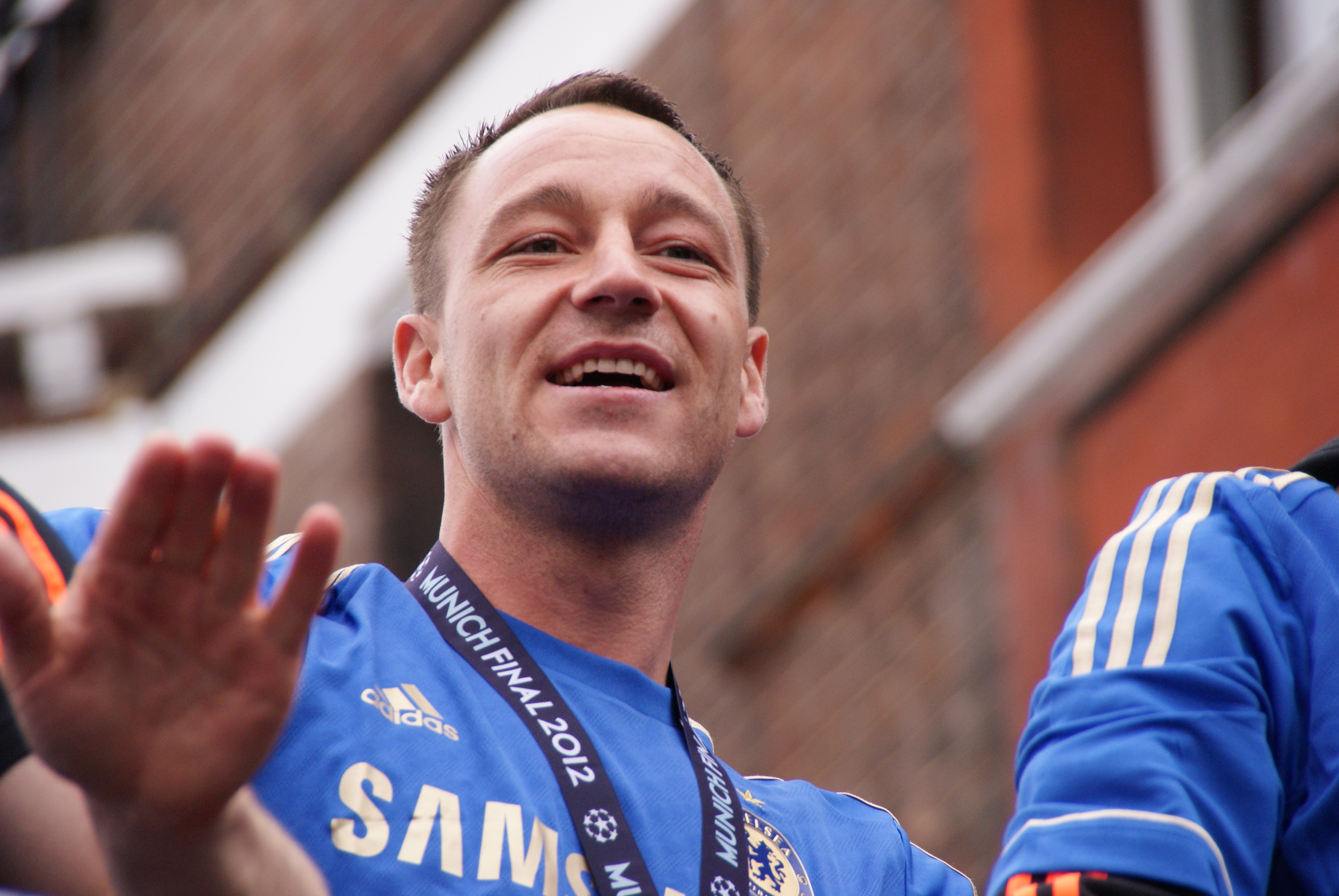
Терри во время празднования победы в Лиге чемпионов

11 ноября, в первом матче после отбытия дисквалификации из-за инцидента с Энтоном Фердинандом против «Ливерпуля», Терри забил свой 50-й гол в составе «Челси». В конце первого тайма того же матча он получил травму, однако она оказалась несерьёзной, несмотря на первичные переживания. 7 декабря 2012 года новый главный тренер «Челси» Рафаэль Бенитес подтвердил, что Терри не сыграет на клубном чемпионате мира 2012 года из-за этой травмы. 10 января 2013 года Джон сыграл один тайм в молодёжной команде «синих» до 21 года, в конце января вернувшись в первую команду. 17 апреля Терри оформил дубль в матче против «Фулхэма», который закончился со счётом 3:0. 13 мая 2014 года продлил контракт с «Челси» на один год.
18 октября 2014 года в матче с «Кристал Пэлас» Терри вышел на поле в ранге капитана «синих» в 500-й раз в карьере. 25 ноября в матче Лиги чемпионов против «Шальке 04» забил самый быстрый гол в истории «Челси» в данном турнире, открыв счёт спустя 86 секунд после начала матча. В финале Кубка лиги против «Тоттенхэм Хотспур» 1 марта 2015 года Терри вновь забил, чем помог своему клубу выиграть данный трофей. Он стал 15-м для Терри за 17 сезонов в футболке «синих». 26 марта ещё раз продлил контракт с «Челси» на один год. В апреле Джон Терри вошёл в состав «команды года» по версии ПФА. 10 мая Терри превзошёл Дэвида Унсворта как самого результативного защитника в истории Премьер-лиги, забив свой 39-й гол в матче против «Ливерпуля» (1:1).

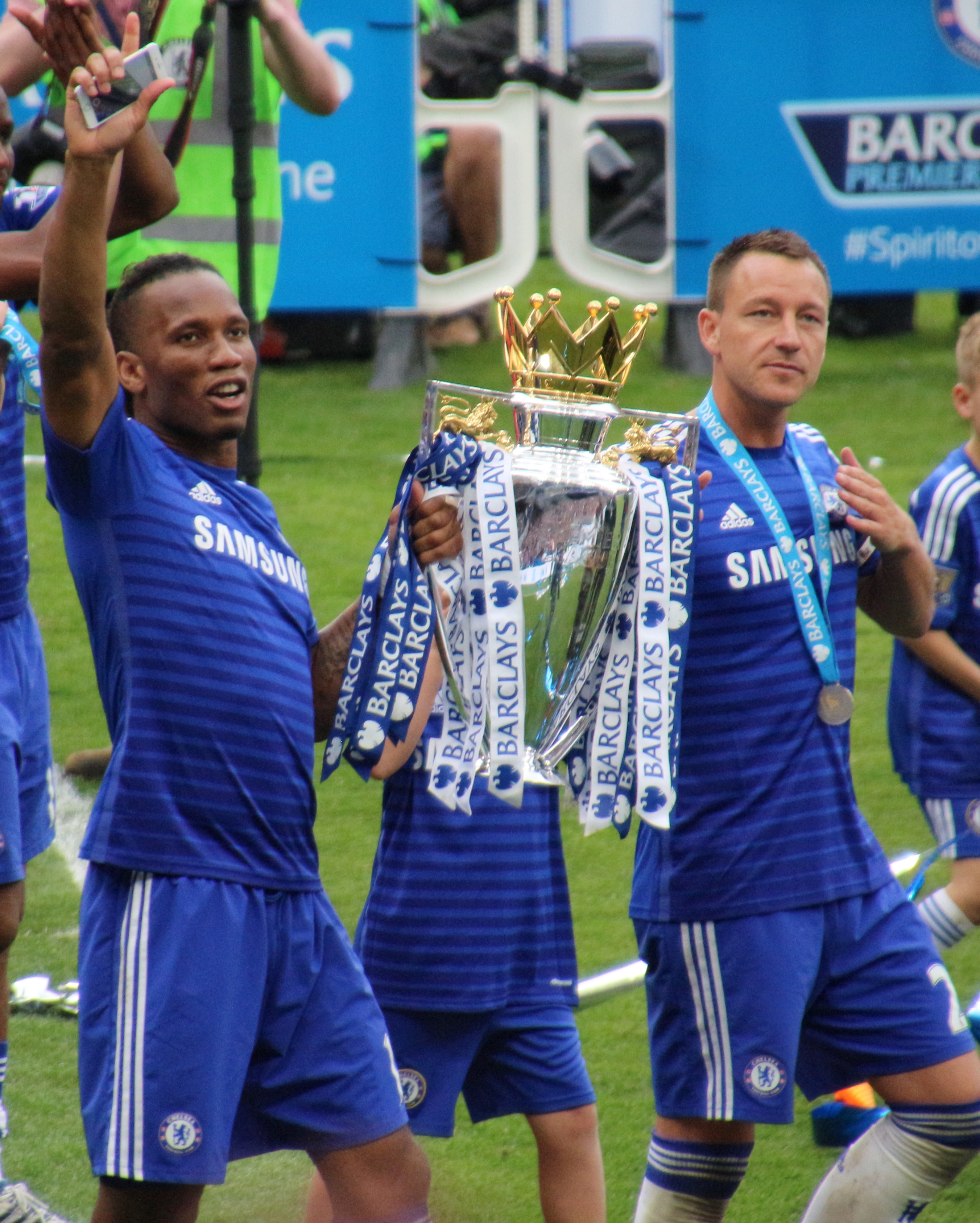
Джон Терри и Дидье Дрогба с кубком Премьер-лиги, май 2015 года

23 августа 2015 года Терри получил свою первую красную карточку в чемпионате Англии за более чем пять лет. 15 января 2016 года Терри забил и в свои, и в чужие ворота в матче с «Эвертоном», который окончился со счётом 3:3. Впоследствии Терри объявил о том, что не получил от клуба предложения о продлении контракта, в связи с чем покинет клуб по истечении срока нынешнего соглашения в конце сезона. Однако 18 мая 2016 года Джон подписал новый однолетний контракт с клубом. За десять дней до этого Терри провёл матч с «Сандерлендом», который считался его последней игрой за «синих».
Во время первой пресс-конференции новый главный тренер «Челси» Антонио Конте подтвердил, что Терри останется капитаном клуба. 8 января 2017 года в матче Кубка Англии против «Питерборо Юнайтед» получил прямую красную карточку за фол в отношении соперника. В апреле Терри объявил, что покинет «Челси» по окончании сезона 2016/17. 21 мая Терри сыграл свой 717-й и последний матч за «Челси», в котором была одержана победа над «Сандерлендом» со счётом 5:1, в результате чего «Челси» стал чемпионом Англии. В самом матче Джон покинул поле на 26-й минуте (именно такой номер он использовал в команде), попрощавшись со всеми партнёрами по команде и передав капитанскую повязку вышедшему вместо него на замену Гари Кэхиллу. В декабре 2019 года Терри вошёл в символическую команду из лучших игроков «Челси» в десятилетии по версии болельщиков.

### «Астон Вилла»

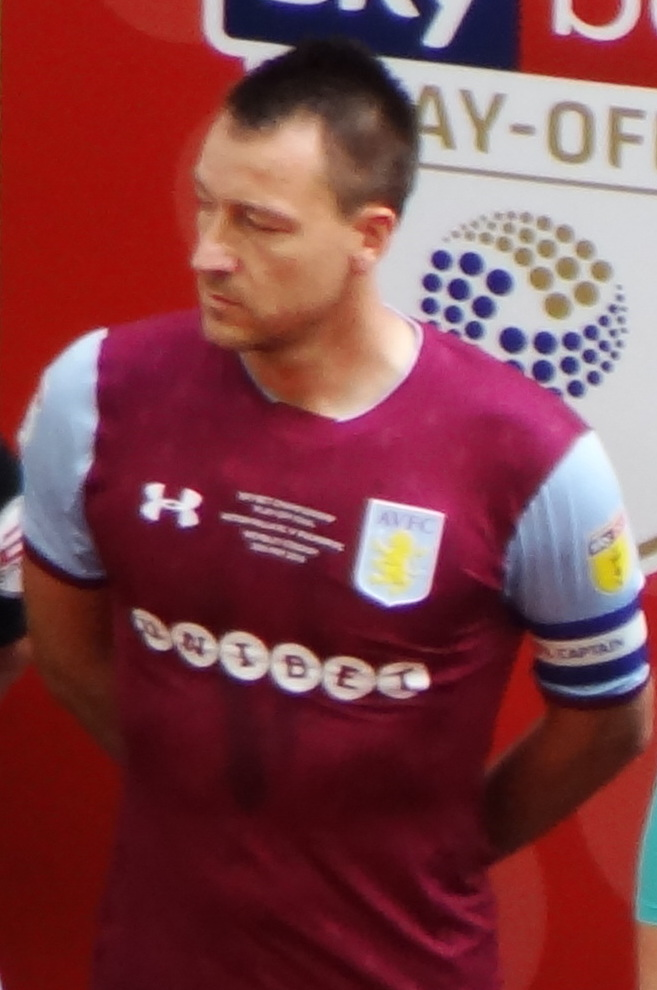
Терри в составе «Астон Виллы», 2018 год

3 июля 2017 года Терри подписал однолетний контракт с клубом Чемпионшипа «Астон Виллой». После перехода был назначен капитаном команды. Дебютировал за новый клуб 5 августа 2017 года в игре английской лиги против «Халл Сити», матч завершился ничьей 1:1. Свой первый и единственный гол за «Астон Виллу» Терри забил 21 октября в матче против «Фулхэма». В мае 2018 года Джон покинул «Астон Виллу» после того, как клуб не смог выйти в Премьер-лигу. В сентябре 2018 года Терри прошёл медицинское обследование в московском «Спартаке», однако в итоге отказался от заключения контракта с российским клубом. 7 октября 2018 года объявил о завершении игровой карьеры. 10 октября был назначен на должность ассистента главного тренера «Астон Виллы» Дина Смита.

## Карьера в сборной
Терри дебютировал в составе национальной сборной Англии под руководством Свена-Ёрана Эрикссона в июне 2003 года в матче против сборной Сербии и Черногории, выйдя на замену по ходу игры. Впервые же в стартовом составе вышел на поле спустя два месяца в матче против сборной Хорватии. Впоследствии выступил на чемпионате Европы 2004 года. Сборная Англии смогла выйти из группы со второго места, выиграв матчи против сборных Хорватии и Швейцарии. В 1/4 финала английская сборная не смогла обыграть Португалию по результатам серии пенальти. Джон реализовал свой удар. В 2005 году в матче против Польши Терри впервые получил капитанскую повязку сборной Англии, которая ему досталась после замены Майкла Оуэна.
Был включён в состав команды на чемпионат мира 2006 года. В товарищеском матче против Венгрии 30 мая 2006 года забил свой первый гол за сборную Англии. Несмотря на травму, полученную в товарищеском матче против Ямайки, восстановился к первому матчу сборной на чемпионате мира с Парагваем, который Англия выиграла 1:0. В следующем матче против Тринидада и Тобаго Терри вынес мяч с линии ворот акробатическим ударом. В матче 1/4 финала против сборной Португалии Терри отыграл весь матч, однако английская сборная проиграла в серии пенальти. По итогам турнира Терри стал единственным английским игроком, который был включён в символическую сборную лучших его игроков.
10 августа 2006 года Стив Макларен, возглавивший сборную Англии, назначил капитаном Терри, предпочтя его кандидатуру Дэвиду Бекхему.
Терри забил гол в своей дебютной игре в роли капитана сборной — против Греции. Это был первый мяч в матче и первый мяч сборной под руководством Макларена. Тем не менее, сборная Англии не сумела пробиться на чемпионат Европы 2008 года — это был первый её пропуск финального турнира чемпионатов мира и Европы с 1994 года. 1 июня 2007 года Терри стал первым игроком основной сборной Англии, забившим гол на новом стадионе «Уэмбли». Это случилось в товарищеском матче со сборной Бразилии, закончившемся ничьей 1:1.
В качестве капитана сборной Англии выступил и в квалификационном турнире ЧМ-2010. Терри провёл восемь матчей, в которых ему удалось забить один мяч. В сентябре 2009 года Англия отобралась на турнир после победы над Хорватией со счётом 5:1. 5 февраля 2010 года стало известно, что Терри лишён капитанской повязки национальной сборной из-за скандала, связанного с его личной жизнью. В этой роли его заменил другой защитник Рио Фердинанд.
Чемпионат мира 2010 года Англия начала с двух ничьих против сборных США и Алжира, за что подверглась критике со стороны английских СМИ. Через два дня после матча с Алжиром в интервью Терри заявил, что игрока сборной недовольны тактикой тренера Фабио Капелло. Спустя некоторое время итальянский тренер сказал, что Терри совершил «очень большую ошибку», оспаривая его авторитет в СМИ. Однако, несмотря на неоднозначный старт, английской сборной удалось выиграть третий матч против сборной Словении и выйти из группы со второго места. В матче 1/8 финала против сборной Германии англичане потерпели поражение со счётом 1:4, в связи с чем завершили своё выступление на турнире.
12 марта 2011 года Капелло принял решение вернуть капитанскую повязку Терри в связи с отсутствием капитана команды Рио Фердинанда и вице-капитана Стивена Джеррарда. В начале 2012 года по решению Футбольной ассоциации Англии Терри вновь был лишён капитанской повязки в связи с обвинениями в расистских высказываниях в адрес игрока «Куинз Парк Рейнджерс» Энтона Фердинанда. Новый главный тренер сборной Рой Ходжсон включил Терри в заявку на чемпионат Европы 2012 года. Сборная Англии заняла первое место в своей группе, выиграв матчи против сборных Швеции и Украины, а также сыграв вничью в игре с Францией. Во время матча против сборной Украины Терри выбил мяч после того, как он пересёк линию ворот, однако гол был не засчитан. Этот инцидент вызвал недовольство касательно работы арбитров данного матча. В четвертьфинале английская сборная уступила сборной Италии по результатам серии пенальти. Английский защитник провёл все четыре матча на данном турнире без замен. В сентябре 2012 года Джон Терри объявил о решении завершить карьеру в сборной.

## Стиль игры
Стиль игры Джона Терри был описан ESPN как «командный, без излишеств». Выступал в качестве центрального защитника, однако в юности начинал карьеру на позиции полузащитника. Благодаря высокому росту успешно играл в воздухе и становился угрозой для ворот соперника при угловых ударах. За карьеру забил более 60 голов. Одним из главных недостатков Джона считалась низкая скорость, которую он компенсировал хорошим чтением игры. На поле выделялся лидерскими качествами на протяжении всей своей карьеры. На пике карьеры Терри признавали одним из лучших в своём поколении, а также одним из лучших защитников Англии и Премьер-лиги за всю их историю.
На протяжении своей карьеры он нередко играл в паре с защитником, который не давал проявляться его низкой скорости. В 2011 году стал одним из трёх лучших игроков мира по точности передач среди тех, кто сделал более тысячи пасов. Она составила 91,6 %. Несмотря на то, что в основном Терри играл только правой ногой, отмечалось, что он способен играть и левой. Иногда выступал в построении из трёх центральных защитников, в основном это происходило в последние годы его карьеры, когда «Челси» возглавлял Антонио Конте.

## Личная жизнь

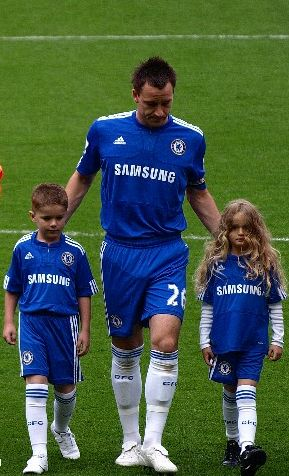
Джон Терри со своими детьми

В 2007 году Джон женился на Тони Пул. Впоследствии она родила двух детей, сына Джорджи и дочь Саммер. Старший брат Джона, Пол — также профессиональный футболист, выступавший за такие клубы, как «Дагенем энд Редбридж», «Йовил Таун» и «Лейтон Ориент». В детстве Джон болел за «Манчестер Юнайтед». В 2016 году он оплатил расходы на похоронную церемонию восьмилетнего фаната «Челси», который умер от лейкемии. Является совладельцем компании по изготовлению плавательных костюмов. Терри является лицом нескольких частей серии игр Pro Evolution Soccer.

## Скандалы

### Проблемы с законом
В сентябре 2001 года Терри с некоторыми товарищами по команде были оштрафованы за насмешки над американскими туристами в отеле аэропорта Хитроу сразу после террористических актов 11 сентября. В январе 2002 года Джон Терри и несколько его партнёров по команде были обвинены в драке c охранником ночного клуба. В 2009 году в СМИ появилась информация в отношении того, что Джон якобы организовал репортёру возможность за деньги попасть на тренировочную базу «синих». «Челси» отметил, что уверен в непричастности Терри к данному инциденту.

### Обвинения во внебрачной связи
Зимой 2010 года появилась информация о том, что у Терри были отношения с Ванессой Перронсель, которая на тот момент была девушкой его партнёра по команде и сборной Уэйна Бриджа. Британские СМИ подробно освещали данную ситуацию, газеты The Mail on Sunday и News of the World впоследствии принесли извинения Ванессе за нарушение приватности её личной жизни. Перронсель утверждала, что вся представленная информация не соответствует действительности. Данная ситуация привела к тому, что тогдашний тренер сборной Англии Фабио Капелло лишил Терри капитанской повязки в феврале 2010 года. 27 февраля 2010 года Терри в матче «Манчестер Сити» сыграл против Бриджа впервые после данного инцидента, и перед матчем последний отказался пожать руку Терри. Несмотря на данный инцидент, он сохранил свой брак. В 2018 году его жена заявила, что полностью простила Джона.

### Обвинения в расизме
В ноябре 2011 года в отношении Терри было начато полицейское расследование в связи с обвинениями в расистских высказываниях в адрес Энтона Фердинанда во время матча с «Куинз Парк Рейнджерс». Доказательством этому служила видеозапись, распространённая в Интернете. 25 ноября 2011 года Терри был допрошен полицией. 21 декабря 2011 года Королевская прокурорская служба предъявила футболисту обвинения. 3 февраля 2012 года Футбольная ассоциация во второй раз лишила Терри звания капитана английской сборной.
В июле 2012 года прошёл суд, который установил, что ни Фердинанд, ни кто-либо другой не слышали оскорблений Терри, однако сам футболист признал факт использования расистских оскорблений, что было также подтверждено с помощью чтения по губам. Джон также утверждал, что он использовал эти слова в саркастичной форме. Судья пришёл к выводу, что доказательств, подтверждающих намерение Терри оскорбить соперника, не найдено, в связи с чем он был оправдан. В том же июле подобные обвинения в сторону Терри выдвинула и Футбольная ассоциация. Английский защитник был не согласен с ними и накануне слушаний объявил о своём уходе из сборной Англии. 27 сентября 2012 года Терри был признан виновным, за что на футболиста была наложена четырёхматчевая дисквалификация и штраф в размере 220 тысяч фунтов. В октябре 2012 года Терри не стал подавать апелляцию в отношении данного решения и дисквалификации. Он извинился за сказанные слова и заявил, что расизм неприемлем ни в одной сфере жизни.

## Достижения

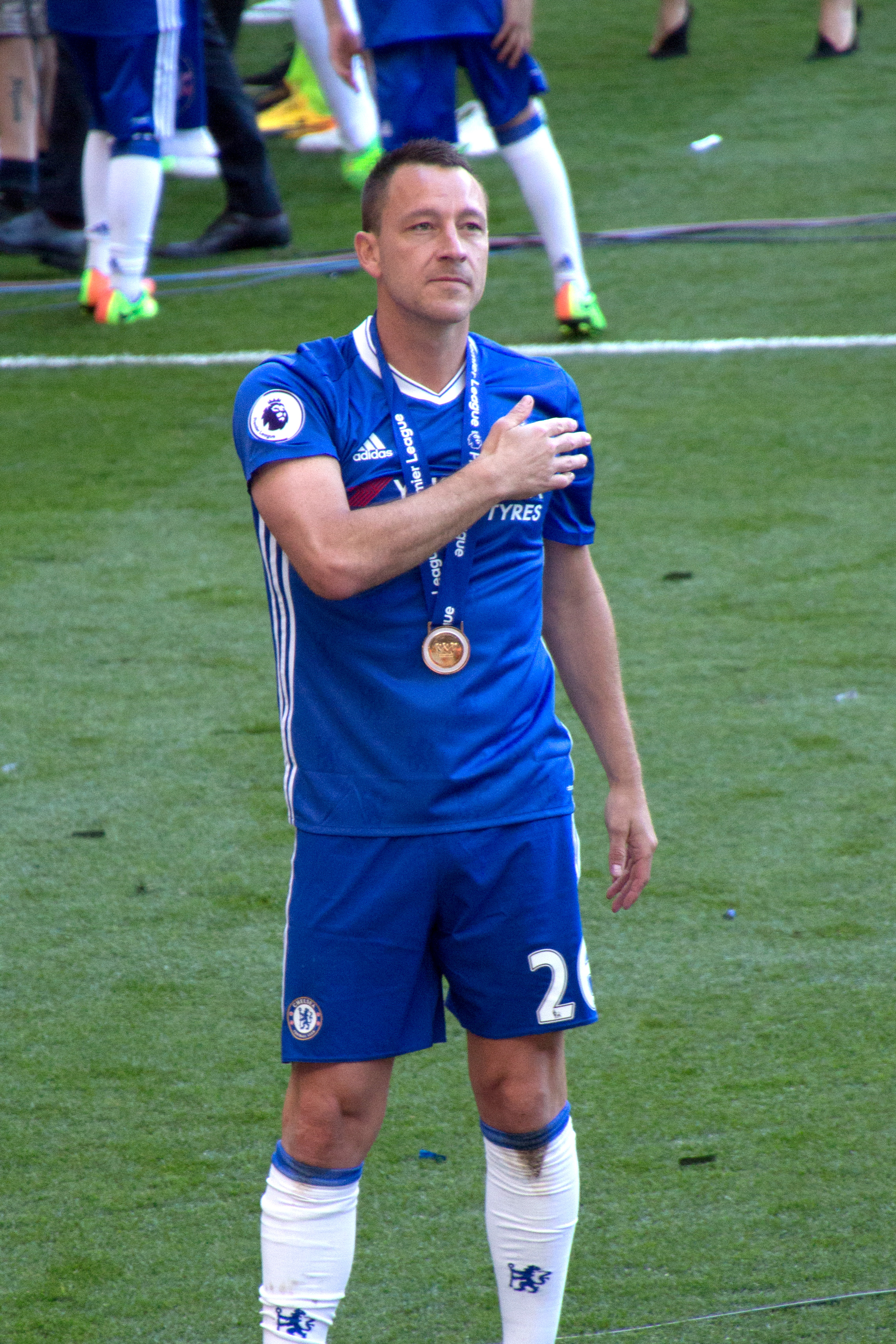
Джон Терри после победы в чемпионате Англии, май 2017 года

### Командные
«Челси»
- Чемпион Англии (5): 2004/05, 2005/06, 2009/10, 2014/15, 2016/17[183]
- Обладатель Кубка Англии (5): 2000[184], 2007[185], 2009[186], 2010[187], 2012[188]
- Обладатель Кубка Футбольной лиги (3): 2005[189], 2007[190], 2015[191]
- Обладатель Суперкубка Англии (2): 2005[192], 2009[193]
- Финалист Лиги чемпионов УЕФА: 2007/08
- Победитель Лиги чемпионов УЕФА: 2012[194]
- Победитель Лиги Европы УЕФА: 2013[194]

### Личные
- Лучший молодой игрок «Челси»: 1998
- Лучший игрок года в «Челси» (2): 2001, 2006[18]
- Лучший игрок месяца в Премьер-лиге: январь 2005[183]
- Член «команды года» по версии ПФА (4): 2004[195], 2005[196], 2006[197], 2015[198]
- Член «команды года» по версии УЕФА (4): 2005, 2007, 2008, 2009[194]
- Приз Алана Хардекера (2): 2005, 2015[199]
- Входит в символическую сборную года по версии European Sports Media (3): 2004/05, 2008/09, 2009/10
- Игрок года по версии футболистов ПФА: 2005[8]
- Включён в сборную мира по версии ФИФПРО (5): 2004/05, 2005/06, 2006/07, 2007/08, 2008/09
- Лучший защитник года по версии УЕФА (3): 2005, 2008, 2009[194]
- Член символической сборной всех звёзд чемпионата мира: 2006[9]
- Награда за особые заслуги перед «Челси» (2): 2009, 2016
- Включён в Зал славы английской Премьер-лиги: 2024[200]

## Статистика выступлений

### Клубная статистика
| Клуб                      | Сезон            | Лига | Лига | Кубок | Кубок | Кубок лиги | Кубок лиги | Еврокубки | Еврокубки | Прочие | Прочие | Всего | Всего |
| Клуб                      | Сезон            | Игры | Голы | Игры  | Голы  | Игры       | Голы       | Игры      | Голы      | Игры   | Голы   | Игры  | Голы  |
| ------------------------- | ---------------- | ---- | ---- | ----- | ----- | ---------- | ---------- | --------- | --------- | ------ | ------ | ----- | ----- |
| Челси                     | 1998/99          | 2    | 0    | 3     | 0     | 1          | 0          | 1         | 0         | 0      | 0      | 7     | 0     |
| Челси                     | 1999/00          | 4    | 0    | 4     | 1     | 1          | 0          | 0         | 0         | 0      | 0      | 9     | 1     |
| Челси                     | 2000/01          | 22   | 1    | 3     | 0     | 1          | 0          | 0         | 0         | 0      | 0      | 26    | 1     |
| Челси                     | 2001/02          | 33   | 1    | 5     | 2     | 5          | 0          | 4         | 1         | 0      | 0      | 47    | 4     |
| Челси                     | 2002/03          | 20   | 3    | 5     | 2     | 3          | 0          | 1         | 1         | 0      | 0      | 29    | 6     |
| Челси                     | 2003/04          | 33   | 2    | 3     | 1     | 2          | 0          | 13        | 0         | 0      | 0      | 51    | 3     |
| Челси                     | 2004/05          | 36   | 3    | 1     | 1     | 5          | 0          | 11        | 4         | 0      | 0      | 53    | 8     |
| Челси                     | 2005/06          | 36   | 4    | 4     | 2     | 1          | 1          | 8         | 0         | 1      | 0      | 50    | 7     |
| Челси                     | 2006/07          | 28   | 1    | 4     | 0     | 2          | 0          | 10        | 0         | 1      | 0      | 45    | 1     |
| Челси                     | 2007/08          | 23   | 1    | 2     | 0     | 2          | 0          | 10        | 0         | 1      | 0      | 37    | 1     |
| Челси                     | 2008/09          | 35   | 1    | 4     | 0     | 1          | 0          | 11        | 2         | 0      | 0      | 51    | 3     |
| Челси                     | 2009/10          | 37   | 2    | 5     | 1     | 1          | 0          | 8         | 0         | 1      | 0      | 52    | 3     |
| Челси                     | 2010/11          | 33   | 3    | 3     | 0     | 1          | 0          | 8         | 1         | 1      | 0      | 46    | 4     |
| Челси                     | 2011/12          | 31   | 6    | 4     | 0     | 1          | 0          | 8         | 1         | 0      | 0      | 44    | 7     |
| Челси                     | 2012/13          | 14   | 4    | 3     | 1     | 1          | 0          | 8         | 1         | 1      | 0      | 27    | 6     |
| Челси                     | 2013/14          | 34   | 2    | 0     | 0     | 1          | 0          | 12        | 0         | 0      | 0      | 47    | 2     |
| Челси                     | 2014/15          | 38   | 5    | 0     | 0     | 4          | 1          | 7         | 2         | 0      | 0      | 49    | 8     |
| Челси                     | 2015/16          | 24   | 1    | 2     | 0     | 2          | 0          | 4         | 0         | 1      | 0      | 33    | 1     |
| Челси                     | 2016/17          | 9    | 1    | 3     | 0     | 2          | 0          | 0         | 0         | 0      | 0      | 14    | 1     |
| Челси                     | Итого            | 492  | 41   | 58    | 11    | 37         | 2          | 124       | 13        | 6      | 0      | 717   | 67    |
| Ноттингем Форест (аренда) | 1999/00          | 6    | 0    | 0     | 0     | 0          | 0          | 0         | 0         | 0      | 0      | 6     | 0     |
| Астон Вилла               | 2017/18          | 32   | 1    | 1     | 0     | 0          | 0          | 0         | 0         | 3      | 0      | 36    | 1     |
| Всего за карьеру          | Всего за карьеру | 530  | 42   | 59    | 11    | 37         | 2          | 124       | 13        | 9      | 0      | 759   | 68    |

1. ↑  Суперкубок Англии, Плей-офф Чемпионшипа Английской футбольной лиги.

### Статистика в сборной
Источник:
| Сборная          | Год              | Товарищеские | Товарищеские | Турниры | Турниры | Всего | Всего |
| Сборная          | Год              | Игры         | Голы         | Игры    | Голы    | Игры  | Голы  |
| ---------------- | ---------------- | ------------ | ------------ | ------- | ------- | ----- | ----- |
| Англия           | 2003             | 3            | 0            | 3       | 0       | 6     | 0     |
| Англия           | 2004             | 4            | 0            | 5       | 0       | 9     | 0     |
| Англия           | 2005             | 2            | 0            | 4       | 0       | 6     | 0     |
| Англия           | 2006             | 5            | 2            | 9       | 0       | 14    | 2     |
| Англия           | 2007             | 2            | 1            | 5       | 0       | 7     | 1     |
| Англия           | 2008             | 4            | 2            | 2       | 0       | 6     | 2     |
| Англия           | 2009             | 4            | 0            | 6       | 1       | 10    | 1     |
| Англия           | 2010             | 3            | 0            | 4       | 0       | 7     | 0     |
| Англия           | 2011             | 2            | 0            | 5       | 0       | 7     | 0     |
| Англия           | 2012             | 1            | 0            | 5       | 0       | 6     | 0     |
| Всего за карьеру | Всего за карьеру | 30           | 5            | 48      | 1       | 78    | 6     |

### Список матчей за сборную
| Матчи и голы Джона Терри за сборную Англии | Матчи и голы Джона Терри за сборную Англии | Матчи и голы Джона Терри за сборную Англии | Матчи и голы Джона Терри за сборную Англии | Матчи и голы Джона Терри за сборную Англии | Матчи и голы Джона Терри за сборную Англии | Матчи и голы Джона Терри за сборную Англии |
| №                                          | Дата                                       | Оппонент                                   | Счёт                                       | Голы Терри                                 | Соревнование                               |                                            |
| ------------------------------------------ | ------------------------------------------ | ------------------------------------------ | ------------------------------------------ | ------------------------------------------ | ------------------------------------------ | ------------------------------------------ |
| 1                                          | 3 июня 2003                                | Сербия и Черногория                        | 2:1                                        | —                                          | Товарищеский матч                          |                                            |
| 2                                          | 20 августа 2003                            | Хорватия                                   | 3:1                                        | —                                          | Товарищеский матч                          |                                            |
| 3                                          | 6 августа 2003                             | Македония                                  | 2:1                                        | —                                          | Отборочные матчи ЧЕ-2004                   |                                            |
| 4                                          | 10 августа 2003                            | Лихтенштейн                                | 2:0                                        | —                                          | Отборочные матчи ЧЕ-2004                   |                                            |
| 5                                          | 11 октября 2003                            | Турция                                     | 0:0                                        | —                                          | Отборочные матчи ЧЕ-2004                   |                                            |
| 6                                          | 16 ноября 2003                             | Дания                                      | 2:3                                        | —                                          | Товарищеский матч                          |                                            |
| 7                                          | 31 марта 2004                              | Швеция                                     | 0:1                                        | —                                          | Товарищеский матч                          |                                            |
| 8                                          | 1 июня 2004                                | Япония                                     | 1:1                                        | —                                          | Товарищеский матч                          |                                            |
| 9                                          | 17 июня 2004                               | Швейцария                                  | 3:0                                        | —                                          | ЧЕ-2004. Групповой этап                    |                                            |
| 10                                         | 21 июня 2004                               | Хорватия                                   | 4:2                                        | —                                          | ЧЕ-2004. Групповой этап                    |                                            |
| 11                                         | 24 июня 2004                               | Португалия                                 | 2:2 (п. 5:6)                               | —                                          | ЧЕ-2004. 1/4 финала                        |                                            |
| 12                                         | 18 августа 2004                            | Украина                                    | 3:0                                        | —                                          | Товарищеский матч                          |                                            |
| 13                                         | 4 августа 2004                             | Австрия                                    | 2:2                                        | —                                          | Отборочные матчи ЧМ-2006                   |                                            |
| 14                                         | 8 августа 2004                             | Польша                                     | 2:1                                        | —                                          | Отборочные матчи ЧМ-2006                   |                                            |
| 15                                         | 17 ноября 2004                             | Испания                                    | 0:1                                        | —                                          | Товарищеский матч                          |                                            |
| 16                                         | 26 марта 2005                              | Северная Ирландия                          | 4:0                                        | —                                          | Отборочные матчи ЧМ-2006                   |                                            |
| 17                                         | 30 марта 2005                              | Азербайджан                                | 2:0                                        | —                                          | Отборочные матчи ЧМ-2006                   |                                            |
| 18                                         | 17 августа 2005                            | Дания                                      | 1:4                                        | —                                          | Товарищеский матч                          |                                            |
| 19                                         | 8 октября 2005                             | Австрия                                    | 1:0                                        | —                                          | Отборочные матчи ЧМ-2006                   |                                            |
| 20                                         | 12 октября 2005                            | Польша                                     | 2:1                                        | —                                          | Отборочные матчи ЧМ-2006                   |                                            |
| 21                                         | 12 ноября 2005                             | Аргентина                                  | 3:2                                        | —                                          | Товарищеский матч                          |                                            |
| 22                                         | 1 марта 2006                               | Уругвай                                    | 2:1                                        | —                                          | Товарищеский матч                          |                                            |
| 23                                         | 30 мая 2006                                | Венгрия                                    | 3:1                                        | 51′                                        | Товарищеский матч                          |                                            |
| 24                                         | 3 июня 2006                                | Ямайка                                     | 6:0                                        | —                                          | Товарищеский матч                          |                                            |
| 25                                         | 3 июня 2006                                | Парагвай                                   | 1:0                                        | —                                          | ЧМ-2006. Групповой этап                    |                                            |
| 26                                         | 15 июня 2006                               | Тринидад и Тобаго                          | 2:0                                        | —                                          | ЧМ-2006. Групповой этап                    |                                            |
| 27                                         | 20 июня 2006                               | Швеция                                     | 2:2                                        | —                                          | ЧМ-2006. Групповой этап                    |                                            |
| 28                                         | 25 июня 2006                               | Эквадор                                    | 1:0                                        | —                                          | ЧМ-2006. 1/8 финала                        |                                            |
| 29                                         | 1 июля 2006                                | Португалия                                 | 0:0 (п. 1:3)                               | —                                          | ЧМ-2006. 1/4 финала                        |                                            |
| 30                                         | 16 августа 2006                            | Греция                                     | 4:0                                        | 14′                                        | Товарищеский матч                          |                                            |
| 31                                         | 2 августа 2006                             | Андорра                                    | 5:0                                        | —                                          | Отборочные матчи ЧЕ-2008                   |                                            |
| 32                                         | 6 августа 2006                             | Македония                                  | 1:0                                        | —                                          | Отборочные матчи ЧЕ-2008                   |                                            |
| 33                                         | 7 октября 2006                             | Македония                                  | 0:0                                        | —                                          | Отборочные матчи ЧЕ-2008                   |                                            |
| 34                                         | 11 октября 2006                            | Хорватия                                   | 0:2                                        | —                                          | Отборочные матчи ЧЕ-2008                   |                                            |
| 35                                         | 15 ноября 2006                             | Нидерланды                                 | 1:1                                        | —                                          | Товарищеский матч                          |                                            |
| 36                                         | 24 марта 2007                              | Израиль                                    | 0:0                                        | —                                          | Отборочные матчи ЧЕ-2008                   |                                            |
| 37                                         | 28 марта 2007                              | Андорра                                    | 3:0                                        | —                                          | Отборочные матчи ЧЕ-2008                   |                                            |
| 38                                         | 1 июня 2007                                | Бразилия                                   | 1:1                                        | 68′                                        | Товарищеский матч                          |                                            |
| 39                                         | 6 июня 2007                                | Эстония                                    | 3:0                                        | —                                          | Отборочные матчи ЧЕ-2008                   |                                            |
| 40                                         | 22 августа 2007                            | Германия                                   | 1:2                                        | —                                          | Товарищеский матч                          |                                            |
| 41                                         | 8 августа 2007                             | Израиль                                    | 3:0                                        | —                                          | Отборочные матчи ЧЕ-2008                   |                                            |
| 42                                         | 17 октября 2007                            | Россия                                     | 1:2                                        | —                                          | Отборочные матчи ЧЕ-2008                   |                                            |
| 43                                         | 26 марта 2008                              | Франция                                    | 0:1                                        | —                                          | Товарищеский матч                          |                                            |
| 44                                         | 28 мая 2008                                | США                                        | 2:0                                        | 38′                                        | Товарищеский матч                          |                                            |
| 45                                         | 20 августа 2008                            | Чехия                                      | 2:2                                        | —                                          | Товарищеский матч                          |                                            |
| 46                                         | 6 августа 2008                             | Андорра                                    | 2:0                                        | —                                          | Отборочные матчи ЧМ-2010                   |                                            |
| 47                                         | 10 августа 2008                            | Хорватия                                   | 4:1                                        | —                                          | Отборочные матчи ЧМ-2010                   |                                            |
| 48                                         | 19 ноября 2008                             | Германия                                   | 2:1                                        | 84′                                        | Товарищеский матч                          |                                            |
| 49                                         | 11 февраля 2009                            | Испания                                    | 0:2                                        | —                                          | Товарищеский матч                          |                                            |
| 50                                         | 28 марта 2009                              | Словакия                                   | 4:0                                        | —                                          | Товарищеский матч                          |                                            |
| 51                                         | 1 апреля 2009                              | Украина                                    | 2:1                                        | 88′                                        | Отборочные матчи ЧМ-2010                   |                                            |
| 52                                         | 6 июня 2009                                | Казахстан                                  | 4:0                                        | —                                          | Отборочные матчи ЧМ-2010                   |                                            |
| 53                                         | 10 июня 2009                               | Андорра                                    | 6:0                                        | —                                          | Отборочные матчи ЧМ-2010                   |                                            |
| 54                                         | 12 августа 2009                            | Нидерланды                                 | 2:2                                        | —                                          | Товарищеский матч                          |                                            |
| 55                                         | 5 августа 2009                             | Словения                                   | 2:1                                        | —                                          | Товарищеский матч                          |                                            |
| 56                                         | 9 августа 2009                             | Хорватия                                   | 5:1                                        | —                                          | Отборочные матчи ЧМ-2010                   |                                            |
| 57                                         | 10 октября 2009                            | Украина                                    | 0:1                                        | —                                          | Отборочные матчи ЧМ-2010                   |                                            |
| 58                                         | 14 октября 2009                            | Беларусь                                   | 3:0                                        | —                                          | Отборочные матчи ЧМ-2010                   |                                            |
| 59                                         | 3 марта 2010                               | Египет                                     | 3:1                                        | —                                          | Товарищеский матч                          |                                            |
| 60                                         | 30 мая 2010                                | Япония                                     | 2:1                                        | —                                          | Товарищеский матч                          |                                            |
| 61                                         | 12 июня 2010                               | США                                        | 1:1                                        | —                                          | ЧМ-2010. Групповой этап                    |                                            |
| 62                                         | 18 июня 2010                               | Алжир                                      | 0:0                                        | —                                          | ЧМ-2010. Групповой этап                    |                                            |
| 63                                         | 23 июня 2010                               | Словения                                   | 1:0                                        | —                                          | ЧМ-2010. Групповой этап                    |                                            |
| 64                                         | 27 июня 2010                               | Германия                                   | 1:4                                        | —                                          | ЧМ-2010. 1/8 финала                        |                                            |
| 65                                         | 11 августа 2010                            | Венгрия                                    | 2:1                                        | —                                          | Товарищеский матч                          |                                            |
| 66                                         | 9 февраля 2011                             | Дания                                      | 2:1                                        | —                                          | Товарищеский матч                          |                                            |
| 67                                         | 26 марта 2011                              | Уэльс                                      | 2:0                                        | —                                          | Отборочные матчи ЧЕ-2012                   |                                            |
| 68                                         | 4 июня 2011                                | Швейцария                                  | 2:2                                        | —                                          | Отборочные матчи ЧЕ-2012                   |                                            |
| 69                                         | 2 августа 2011                             | Болгария                                   | 3:0                                        | —                                          | Отборочные матчи ЧЕ-2012                   |                                            |
| 70                                         | 6 августа 2011                             | Уэльс                                      | 1:0                                        | —                                          | Отборочные матчи ЧЕ-2012                   |                                            |
| 71                                         | 7 октября 2011                             | Черногория                                 | 2:2                                        | —                                          | Отборочные матчи ЧЕ-2012                   |                                            |
| 72                                         | 15 ноября 2011                             | Швеция                                     | 1:0                                        | —                                          | Товарищеский матч                          |                                            |
| 73                                         | 2 июня 2012                                | Бельгия                                    | 1:0                                        | —                                          | Товарищеский матч                          |                                            |
| 74                                         | 11 июня 2012                               | Франция                                    | 1:1                                        | —                                          | ЧЕ-2012. Групповой этап                    |                                            |
| 75                                         | 15 июня 2012                               | Швеция                                     | 3:2                                        | —                                          | ЧЕ-2012. Групповой этап                    |                                            |
| 76                                         | 19 июня 2012                               | Украина                                    | 1:0                                        | —                                          | ЧЕ-2012. Групповой этап                    |                                            |
| 77                                         | 24 июня 2012                               | Италия                                     | 0:0 (п. 2:4)                               | —                                          | ЧЕ-2012. 1/4 финала                        |                                            |
| 78                                         | 7 августа 2012                             | Молдова                                    | 5:0                                        | —                                          | Отборочные матчи ЧМ-2014                   |                                            |

Итого: 78 матчей / 6 голов; 49 побед, 18 ничьих, 11 поражений.